# Stanley Crowther
Joseph Stanley Crowther (ur. 30 maja 1925, zm. 10 marca 2013) – brytyjski polityk Partii Pracy, deputowany Izby Gmin.

## Działalność polityczna
W okresie od 24 czerwca 1976 do 9 kwietnia 1992 reprezentował okręg wyborczy Rotherham w brytyjskiej Izbie Gmin.